# ۲-برموآنیلین
۲-برموآنیلین (به انگلیسی: 4-Bromoaniline) با فرمول شیمیایی C۶H۶BrN یک ترکیب شیمیایی است. که جرم مولی آن ۱۷۲٫۰۲ g/mol می‌باشد. 